# Alpheus bellulus
Alpheus bellulus là một loài tôm gõ mõ. Chúng thích nền cát, bùn và mảnh vụn thể trong vùng nước nông đến 20m. Chúng đào hang và sống chung với một số loài cá bống trắng như Cryptocentrus cinctus, Amblyeleotris guttata hoặc Stonogobiops yasha